# Córito
En la mitología griega, Córito o Corito (Κόρυθος, Kórythos) era hijo de Paris y la ninfa Enone, fruto de su idilio en el monte Ida, de donde era natural ella. 
Partenio relata lo siguiente. Dice que de Enone y Alejandro nació el niño Córito. Cuando éste fue a Troya en ayuda de los troyanos, se enamoró de Helena que solía acogerlo muy calurosamente, pues era joven de extraordinaria belleza. Cuando su padre descubrió sus intenciones, lo mató. Nicandro,  sin embargo, afirma que Córito no era hijo de Enone, sino de Helena y Alejandro. Lo dice en estos versos: «En el Hades está la tumba del difunto Córito, al cual la hija de Tíndaro —Helena—, obligada por rapto a la boda y amargamente afligida, engendró infame descendencia del boyero».
Tzetzes, en cambio, da otra versión muy similar. Dice que antes de Helena, Alejandro tuvo una esposa, Enone, quien, a causa de Helena y el reproche y la culpa de su padre por criticarla, se enfadó y envió a su hijo Córito para llevar a los griegos a Troya. Enone, corroída por los celos, era hija de Cebrén o Eneo.
Otros alegan Helena le dio a Paris cuatro hijos: Bunico, Córito, Ágano e Ideo. Pero poco después se enteran, por los que habían bajado desde la ciudadela, de que los hijos de Alejandro, los habidos de Helena, habían muerto por derrumbamiento de una techumbre; y éstos eran Búnomo, Corito e Ideo.

## Referencias

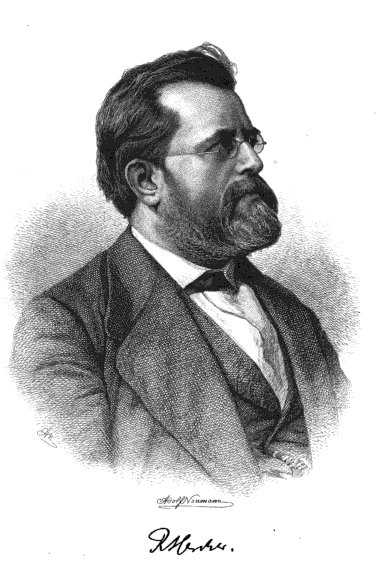
Retrato de Rudolf Hercher empleado en el frontispicio de un libro suyo (ed. 1881) de ensayos sobre Homero.